# Chavanbhavi, Muddebihal
Chavanbhavi là một làng thuộc tehsil Muddebihal, huyện Bijapur, bang Karnataka, Ấn Độ.